# FV104 Samaritan

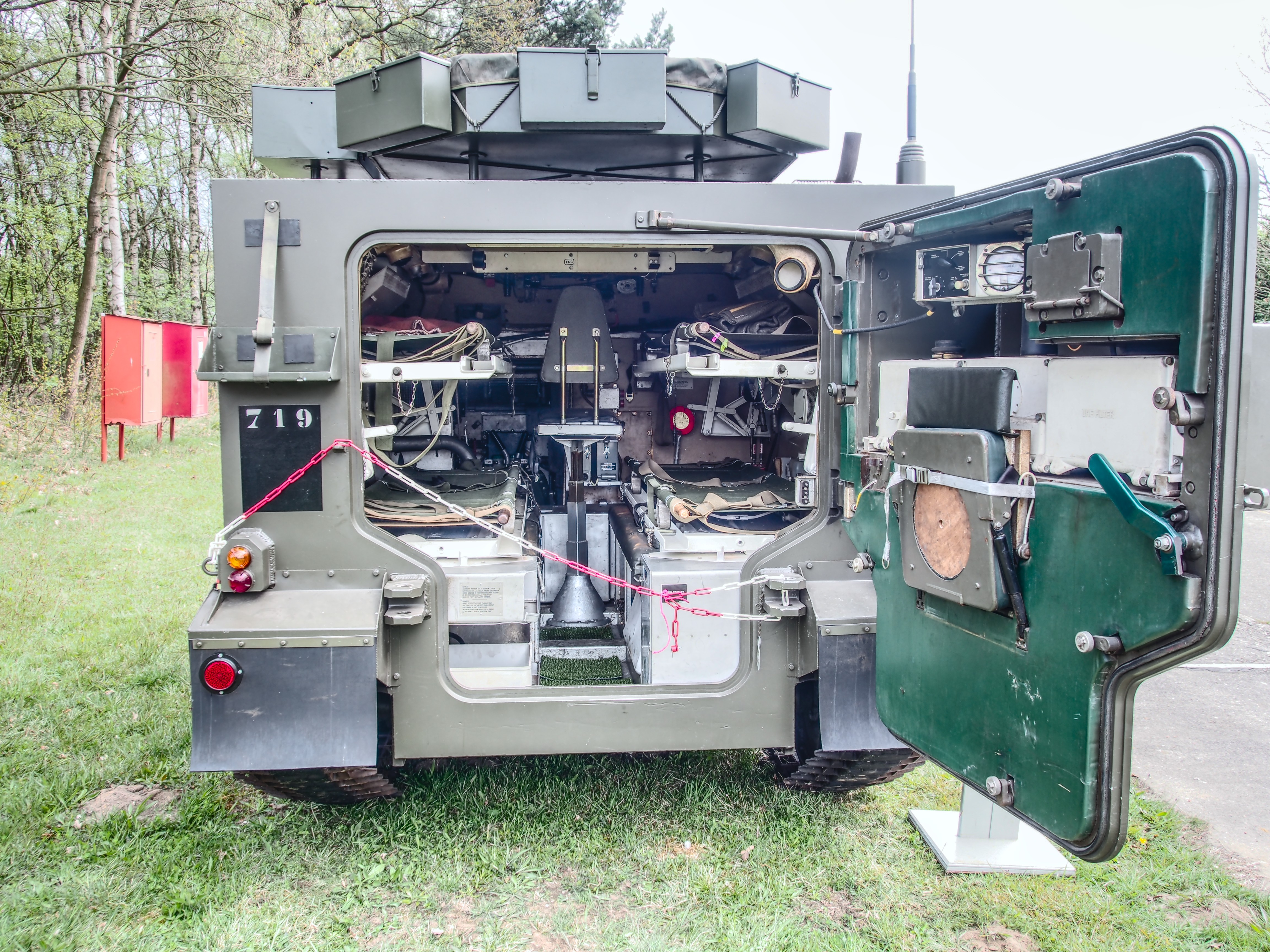
FV104 Samaritan всередині

FV104 Samaritan (тр. «Саме́рітан», англ. «самаритянин») — варіант броньованої санітарної машини Британської армії сімейства CVR(T). Вона розрахована на розміщення до 6 поранених.
FV104 Samaritan є одним із варіантів сімейства бойових броньованих машин Combat Vehicle Reconnaissance (Tracked), розроблених компанією Alvis plc для британських військових.

## Оператори
- Бельгія
- Велика Британія
- Латвія
- Україна[4]
- Філіппіни